# Nicolas Lancret
Nicolas Lancret (Paris, 22 de Janeiro de 1690 – Paris, 14 de Setembro de 1743) foi um pintor francês, nascido e falecido na cidade de Paris. Aluno de Dulin, Claude Gillot, e mais tarde de Antoine Watteau, foi agregado à Academia Francesa em Fevereiro de 1719 e entrou nela em Março desse mesmo ano. Iniciou-de como pintor de temas históricos, mas dedicou-se a temas relacionados com festas galantes e cenas da vida quotidiana.

## Obras
- Lit de justice tenu au Parlement à la majorité du roi
- Les acteurs de la comédie italienne
- Concert dans un parc
- Le moulinet
- Chasses exotiques
- Déjeuner de jambon
- Marie-Anne de Camargo" (Londres, Wallace Collection)
- Diversos quadros decorativos